# Faisan noble
Lophura ignita
 (mars 2011).
Espèce
Statut de conservation UICN

 NT  : Quasi menacé
Statut CITES
Le Faisan noble (Lophura ignita) est une espèce d'oiseaux appartenant à la famille des Phasianidae.

## Alimentation
Le faisan noble fourrage durant la journée en grattant la litière de la forêt pour prélever des invertébrés et même des petits crustacés (dont un crabe du genre Sesarma) nombreux à proximité des rivières. La période d’éclosion des poussins coïncide avec la saison d’abondance des fruits et des invertébrés, abondance qui décroît à mesure que les jeunes grandissent (Davison 1981).

## Comportement non social
C’est un faisan assez farouche et silencieux dont la présence est trahie par les appels de contact échangés entre les groupes ou par le bruissement d’ailes caractéristique de la parade du mâle. Des groupes de cinq ou six oiseaux, parfois menés par un seul mâle, ont été observés. En cas de dérangement, les individus s’enfuient en courant rapidement dans le sous-bois tout en restant groupés. En cas de danger plus pressant, ils prennent leur essor dans un vol bruyant et précipité mais seulement sur une courte distance.

## Comportement social
Selon Davison (1981), qui a étudié l’espèce en Malaisie, les oiseaux sont solitaires entre janvier et mai avec de rares cas de femelles accompagnées de la nichée de l’année précédente au mois de janvier. La formation des couples et la nidification ont lieu de juin à août puis des groupes mixtes (adultes et jeunes) se forment en septembre, la cohésion de ces groupes diminuant à mesure que les jeunes grandissent et s’émancipent. Ces petits groupes comportent habituellement jusqu’à six sujets mais une troupe de 16 individus a été observée par Davison.

## Parade nuptiale
Le mâle émet un gloussement à effet ventriloque immédiatement suivi de rapides battements d’ailes dans le but d’attirer une femelle. En parade latérale, le mâle étale amplement ses caroncules bleues, s’étire sur ses pattes et redresse l’arrière du corps. Dans cette attitude « haute sur pattes », il gonfle son plumage et danse mollement autour de la femelle tout en produisant de doux gloussements.

## Nidification
Davison (1981) a situé la saison de reproduction en Malaisie entre juin et août et a constaté qu’elle coïncide avec celle de la maturation des fruits. L’un des rares nids, sinon le seul, découvert en milieu naturel revient à Robinson & Chasen (1936) qui avaient trouvé des œufs en avril dans un nid de feuilles mortes, d’herbes et de fibres de bambous sous un buisson bas de la forêt sempervirente.

## Distribution
Cet oiseau peuple l'extrême sud de la Thaïlande, la Péninsule malaise, Sumatra et Bornéo.

## Sous-espèces
Ces sous-espèces ne sont par reconnues par toutes les classifications :
- Lophura ignita ignita — Petit faisan noble[1] ;
- Lophura ignita nobilis — Grand faisan noble[1] ;
- Lophura ignita rufa — Faisan de Vieillot[1] ;
- Lophura ignita macartneyi — Faisan de Delacour[1].

Leur répartition est la suivante :
- L. i. ignita (Shaw, 1797) : petit faisan noble, Kalimantan et, autrefois, île Bangka située au sud-est de Sumatra ;
- L. i. nobilis (Sclater, 1863) : grand faisan noble, Sarawak et Sabah dans le nord de Bornéo ;
- L. i. rufa (Raffles, 1822) : faisan de Vieillot, Péninsule malaise jusqu’à l’isthme de Kra et extrême sud de la Thaïlande, Sumatra sauf le sud-est où il intergrade avec macartneyi ;
- L. i. macartneyi (Temminck, 1813) : faisan de Delacour, province de Palembang et une partie des Lampongs dans le sud-est de Sumatra.

Il est étonnant de constater que le Faisan de Vieillot (rufa) ne soit considéré que comme une simple sous-espèce du petit faisan noble (ignita). En effet, le plumage des mâles est nettement différencié ; celui des femelles, dans une moindre mesure et la répartition est allopatrique. Plusieurs auteurs (dont Hennache & Ottaviani 2005) sont d’avis de considérer ces deux formes comme deux espèces distinctes.

## Habitat
Le faisan noble est inféodé à la forêt sempervirente humide de relativement basse altitude (0–1000 m), souvent à proximité d’un point ou d’un cours d’eau.

## Statut, conservation
Le faisan noble est inféodé à la forêt humide de basse altitude où il s’est adapté à vivre dans le sous-bois sombre de la jungle sempervirente. Sa survie est donc intimement liée à l’intégrité de ce milieu. La destruction de son habitat est due à la mise en culture des terres. À cela s’ajoutent la chasse de nuit aux dortoirs et les captures au filet ou au lacet, souvent illégales. Cette espèce doit faire l’objet d’une protection à l’intérieur même des réserves et des parcs nationaux.